# Poisson électrique

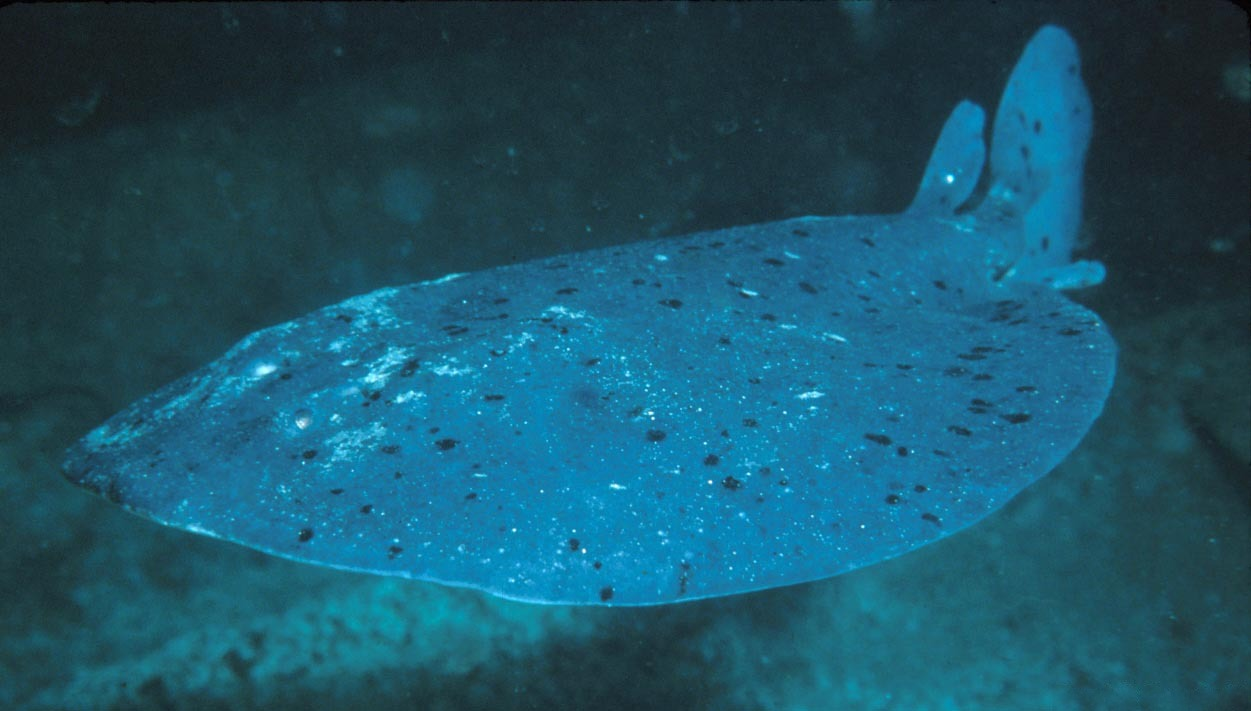
Torpille du Pacifique (Torpedo californica)

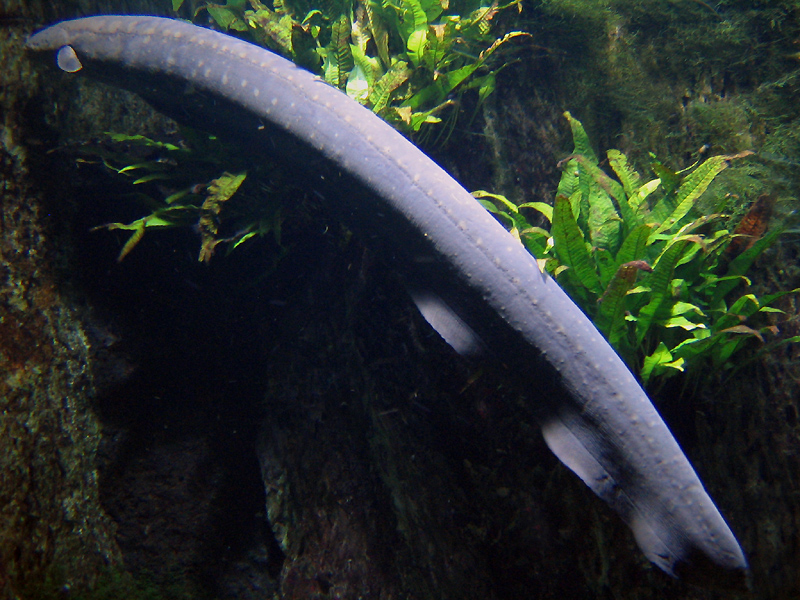
Anguille électrique (Electrophorus electricus)

On appelle poisson électrique les poissons capables d'utiliser un courant électrique pour s'orienter, pour se protéger ou pour communiquer.

## Particularités électriques des poissons dits « électriques »
La majorité de ces poissons vivent dans les eaux turbides ou ont une activité nocturne. Ils génèrent un champ électrique autour de leur corps. Tout objet placé à proximité modifie l'intensité locale du champ électrique s'il conduit l'électricité différemment de l'eau. Par la suite, des récepteurs électriques situés dans la peau détectent le champ électrique, et les modifications subites, ce qui permet au poisson de percevoir les caractéristiques de son environnement, détecter ses proies et communiquer avec ses congénères. Ils peuvent percevoir des changements du champ électrique de l'ordre du dixième de microvolt.
En eau douce, les poissons-éléphants (faisant partie des Mormyridae) ont été les plus étudiés notamment en raison d'un caractère inhabituellement sociable, solidaire et intelligent qui a intrigué les chercheurs. Ils disposent de la capacité de produire et analyser un courant électrique faible qui leur est utile pour s'orienter, chercher la nourriture et communiquer,,,,.

Leurs organes « émetteurs » (électrogènes) permettent à ces poissons de communiquer entre eux, mais aussi de localiser des obstacles, de s'orienter dans l’espace, de détecter des proies, même dans une eau turbide ou en l'absence de lumière.

## Utilisation défensive
Quelques espèces sont capables de produire des décharges électriques de forte intensité, comme les anguilles électriques (jusqu'à 600 V et 2 A), les torpilles (jusqu'à 200 V et 30 A) ou les malapterurus electricus (silure électrique) (jusqu'à 350 V). Ils s'en servent pour se protéger contre des prédateurs, ou pour assommer des proies avant de les consommer. Ils produisent ces décharges électriques grâce à leurs organes électriques, dérivés des muscles.

## Liste des poissons électriques
| Ordre | Espèces (348 genres) |
| --- | --- |
| Gymnotiformes | |
| Apteronotidae (46 espèces dans 13 genres) | Adontosternarchus balaenops, Adontosternarchus clarkae, Adontosternarchus devenanzii, Adontosternarchus sachsi, Apteronotus albifrons, Apteronotus apurensis, Apteronotus bonapartii, Apteronotus brasiliensis, Apteronotus caudimaculosus, Apteronotus cuchillejo, Apteronotus cuchillo, Apteronotus ellisi, Apteronotus eschmeyeri, Apteronotus jurubidae, Apteronotus leptorhynchus, Apteronotus macrolepis, Apteronotus macrostomus, Apteronotus magdalenensis, Apteronotus marauna, Apteronotus mariae, Apteronotus rostratus, Apteronotus spurrellii, Compsaraia compsa, Magosternarchus duccis, Magosternarchus raptor, Megadontognathus cuyuniense, Megadontognathus kaitukaensis, Orthosternarchus tamandua, Parapteronotus hasemani, Platyurosternarchus macrostomus, Porotergus gimbeli, Porotergus gymnotus, Sternarchella curvioperculata, Sternarchella orthos, Sternarchella schotti, Sternarchella sima, Sternarchella terminalis, Sternarchogiton nattereri, Sternarchogiton porcinum, Sternarchorhamphus muelleri, Sternarchorhynchus britskii, Sternarchorhynchus curvirostris, Sternarchorhynchus mesensis, Sternarchorhynchus mormyrus, Sternarchorhynchus oxyrhynchus, Sternarchorhynchus roseni |
| Gymnotidae (29 espèces dans un genre) | Gymnotus anguillaris, Gymnotus arapaima, Gymnotus ardilai, Gymnotus bahianus, Gymnotus carapo, Gymnotus cataniapo, Gymnotus choco, Gymnotus coatesi, Gymnotus coropinae, Gymnotus cylindricus, Gymnotus diamantinensis, Gymnotus esmeraldas, Gymnotus henni, Gymnotus inaequilabiatus, Gymnotus javari, Gymnotus jonasi, Gymnotus maculosus, Gymnotus mamiraua, Gymnotus melanopleura, Gymnotus onca, Gymnotus panamensis, Gymnotus pantanal, Gymnotus pantherinus, Gymnotus paraguensis, Gymnotus pedanopterus, Gymnotus stenoleucus, Gymnotus sylvius, Gymnotus tigre, Gymnotus ucamara |
| Electrophoridae (une espèce dans un genre) | Electrophorus electricus |
| Hypopomidae (14 espèces dans sept genres) | Brachyhypopomus beebei, Brachyhypopomus brevirostris, Brachyhypopomus diazi, Brachyhypopomus janeiroensis, Brachyhypopomus occidentalis, Brachyhypopomus pinnicaudatus, Hypopomus artedi, Hypopygus lepturus, Hypopygus neblinae, Microsternarchus bilineatus, Racenisia fimbriipinna, Steatogenys duidae, Steatogenys elegans, Stegostenopos cryptogenes |
| Rhamphichthyidae (15 espèces dans trois genres) | Gymnorhamphichthys hypostomus, Gymnorhamphichthys petiti, Gymnorhamphichthys rondoni, Gymnorhamphichthys rosamariae, Iracema caiana, Rhamphichthys apurensis, Rhamphichthys atlanticus, Rhamphichthys drepanium, Rhamphichthys hahni, Rhamphichthys lineatus, Rhamphichthys longior, Rhamphichthys marmoratus, Rhamphichthys pantherinus, Rhamphichthys rostratus, Rhamphichthys schomburgki |
| Sternopygidae (28 espèces dans cinq genres) | Archolaemus blax, Distocyclus conirostris, Distocyclus goajira, Eigenmannia humboldtii, Eigenmannia limbata, Eigenmannia macrops, Eigenmannia microstoma, Eigenmannia nigra, Eigenmannia trilineata, Eigenmannia vicentespelaea, Eigenmannia virescens, Rhabdolichops caviceps, Rhabdolichops eastwardi, Rhabdolichops electrogrammus, Rhabdolichops jegui, Rhabdolichops stewarti, Rhabdolichops troscheli, Rhabdolichops zareti, Sternopygus aequilabiatus, Sternopygus arenatus, Sternopygus astrabes, Sternopygus branco, Sternopygus castroi, Sternopygus dariensis, Sternopygus macrurus, Sternopygus obtusirostris, Sternopygus pejeraton, Sternopygus xingu |
| Perciformes | |
| Uranoscopidae (deux espèces dans un genre) | Astroscopus guttatus, Astroscopus y-graecum |
| Osteoglossiformes | |
| Gymnarchidae (une espèce dans un genre) | Gymnarchus niloticus |
| Mormyridae (203 espèces dans 18 genres) | Boulengeromyrus knoepffleri, Brienomyrus adustus, Brienomyrus brachyistius, Brienomyrus curvifrons, Brienomyrus hopkinsi, Brienomyrus kingsleyae eburneensis, Brienomyrus kingsleyae kingsleyae, Brienomyrus longianalis, Brienomyrus longicaudatus, Brienomyrus niger, Brienomyrus sphekodes, Brienomyrus tavernei, Campylomormyrus alces, Campylomormyrus bredoi, Campylomormyrus cassaicus, Campylomormyrus christyi, Campylomormyrus curvirostris, Campylomormyrus elephas, Campylomormyrus luapulaensis, Campylomormyrus mirus, Campylomormyrus numenius, Campylomormyrus orycteropus, Campylomormyrus phantasticus, Campylomormyrus rhynchophorus, Campylomormyrus tamandua, Campylomormyrus tshokwe, Genyomyrus donnyi, Gnathonemus barbatus, Gnathonemus echidnorhynchus, Gnathonemus longibarbis, Gnathonemus petersii, Heteromormyrus pauciradiatus, Hippopotamyrus aelsbroecki, Hippopotamyrus ansorgii, Hippopotamyrus batesii, Hippopotamyrus castor, Hippopotamyrus discorhynchus, Hippopotamyrus grahami, Hippopotamyrus harringtoni, Hippopotamyrus macrops, Hippopotamyrus macroterops, Hippopotamyrus pappenheimi, Hippopotamyrus paugyi, Hippopotamyrus pictus, Hippopotamyrus psittacus, Hippopotamyrus retrodorsalis, Hippopotamyrus smithersi, Hippopotamyrus szaboi, Hippopotamyrus weeksii, Hippopotamyrus wilverthi, Hyperopisus bebe bebe, Hyperopisus bebe occidentalis, Isichthys henryi, Ivindomyrus opdenboschi, Marcusenius rhodesianus, Marcusenius sanagaensis, Marcusenius schilthuisiae, Marcusenius senegalensis gracilis, Marcusenius senegalensis pfaffi, Marcusenius senegalensis senegalensis, Marcusenius stanleyanus, Marcusenius thomasi, Marcusenius ussheri, Marcusenius victoriae, Marcusenius abadii, Marcusenius annamariae, Marcusenius bentleyi, Marcusenius brucii, Marcusenius cuangoanus, Marcusenius cyprinoides, Marcusenius deboensis, Marcusenius dundoensis, Marcusenius friteli, Marcusenius furcidens, Marcusenius fuscus, Marcusenius ghesquierei, Marcusenius greshoffii, Marcusenius intermedius, Marcusenius kutuensis, Marcusenius leopoldianus, Marcusenius livingstonii, Marcusenius macrolepidotus angolensis, Marcusenius macrolepidotus macrolepidotus, Marcusenius macrophthalmus, Marcusenius mento, Marcusenius meronai, Marcusenius monteiri, Marcusenius moorii, Marcusenius ntemensis, Marcusenius nyasensis, Marcusenius rheni, Mormyrops anguilloides, Mormyrops attenuatus, Mormyrops batesianus, Mormyrops breviceps, Mormyrops caballus, Mormyrops citernii, Mormyrops curtus, Mormyrops curviceps, Mormyrops engystoma, Mormyrops furcidens, Mormyrops intermedius, Mormyrops lineolatus, Mormyrops mariae, Mormyrops masuianus, Mormyrops microstoma, Mormyrops nigricans, Mormyrops oudoti, Mormyrops parvus, Mormyrops sirenoides, Mormyrus bernhardi, Mormyrus caballus asinus, Mormyrus caballus bumbanus, Mormyrus caballus caballus, Mormyrus caballus lualabae, Mormyrus casalis, Mormyrus caschive, Mormyrus cyaneus, Mormyrus felixi, Mormyrus goheeni, Mormyrus hasselquistii, Mormyrus iriodes, Mormyrus kannume, Mormyrus lacerda, Mormyrus longirostris, Mormyrus macrocephalus, Mormyrus macrophthalmus, Mormyrus niloticus, Mormyrus ovis, Mormyrus rume proboscirostris, Mormyrus rume rume, Mormyrus subundulatus, Mormyrus tapirus, Mormyrus tenuirostris, Mormyrus thomasi, Myomyrus macrodon, Myomyrus macrops, Myomyrus pharao, Oxymormyrus boulengeri, Oxymormyrus zanclirostris, Paramormyrops gabonensis, Paramormyrops jacksoni, Petrocephalus ansorgii, Petrocephalus balayi, Petrocephalus bane bane, Petrocephalus bane comoensis, Petrocephalus binotatus, Petrocephalus bovei bovei, Petrocephalus bovei guineensis, Petrocephalus catostoma catostoma, Petrocephalus catostoma congicus, Petrocephalus catostoma haullevillei, Petrocephalus catostoma tanensis, Petrocephalus christyi, Petrocephalus cunganus, Petrocephalus gliroides, Petrocephalus grandoculis, Petrocephalus guttatus, Petrocephalus hutereaui, Petrocephalus keatingii, Petrocephalus levequei, Petrocephalus microphthalmus, Petrocephalus pallidomaculatus, Petrocephalus pellegrini, Petrocephalus sauvagii, Petrocephalus schoutedeni, Petrocephalus simus, Petrocephalus soudanensis, Petrocephalus squalostoma, Petrocephalus sullivani, Petrocephalus tenuicauda, Petrocephalus wesselsi, Pollimyrus adspersus, Pollimyrus brevis, Pollimyrus castelnaui, Pollimyrus isidori fasciaticeps, Pollimyrus isidori isidori, Pollimyrus isidori osborni, Pollimyrus maculipinnis, Pollimyrus marchei, Pollimyrus nigricans, Pollimyrus nigripinnis, Pollimyrus pedunculatus, Pollimyrus petherici, Pollimyrus petricolus, Pollimyrus plagiostoma, Pollimyrus pulverulentus, Pollimyrus schreyeni, Pollimyrus stappersii kapangae, Pollimyrus stappersii stappersii, Pollimyrus tumifrons, Stomatorhinus ater, Stomatorhinus corneti, Stomatorhinus fuliginosus, Stomatorhinus humilior, Stomatorhinus kununguensis, Stomatorhinus microps, Stomatorhinus patrizii, Stomatorhinus polli, Stomatorhinus polylepis, Stomatorhinus puncticulatus, Stomatorhinus schoutedeni, Stomatorhinus walkeri |
| Siluriformes | |
| Malapteruridae (11 espèces dans un genre) | Malapterurus beninensis, Malapterurus cavalliensis, Malapterurus electricus, Malapterurus leonensis, Malapterurus microstoma, Malapterurus minjiriya, Malapterurus monsembeensis, Malapterurus oguensis, Malapterurus shirensis, Malapterurus tanganyikaensis, Malapterurus tanoensis |
| Torpediniformes | |
| Torpedinidae (15 espèces dans un genre) | Torpedo adenensis, Torpedo andersoni (Torpille de Floride), Torpedo bauchotae, Torpedo californica (Raie électrique du pacifique), Torpedo fuscomaculata, Torpedo mackayana, Torpedo macneilli, Torpedo marmorata, Torpedo nobiliana (raie électrique de l'Atlantique), Torpedo panthera, Torpedo peruana, Torpedo sinuspersici, Torpedo tokionis, Torpedo torpedo, Torpedo tremens |
| État : août 2005 ; Source : http://www.fishbase.org/. Il y est rapporté que parmi les taxons ci-dessus, de nombreuses espèces ont été découvertes ces dernières années grâce aux recherches en ichtyologie. Il est donc probable que de nombreuses ont disparu à cause de la destruction de leur écosystème avant leur découverte... Jürgen Christian Harf | |